# Darigbedo
Darigbedo (em persa médio: *dlykptˈ; em armênio/arménio: darikʿpet) ou darigan salar (em persa médio: dlykʾn srdʾr; em parta: drykn sʾrr; em armênio/arménio: dranikan-salar; em grego clássico: του επι των δριγανον; romaniz.: toû epì tôn driganôn) foi título de oficial de baixo escalão na corte do Império Sassânida. Suas funções são incertas e aparece pouco nas inscrições em persa médio. Aparece pela primeira vez na inscrição trilíngue Feitos do Divino Sapor na qual é o ofício de Abursã ou seu pai Sapor (dependendo da leitura do texto). No século VII, o historiador bizantino Teofilacto Simocata apresenta o título como darigbedoûm e afirma que foi equivalente ao de curopalata dos gregos, que originalmente era um superintendente do palácio mas pelo século VI tornou-se simplesmente um comandante da guarda palaciana. No contexto dos Feitos, provavelmente era superintendente do palácio.